# Camboulit
Camboulit är en kommun i departementet Lot i regionen Occitanien i södra Frankrike. Kommunen ligger i kantonen Figeac-Ouest som tillhör arrondissementet Figeac. År 2022 hade Camboulit 254 invånare.

## Befolkningsutveckling
Antalet invånare i kommunen Camboulit
| Referens: INSEE |